# Dewaldt (Adelsgeschlecht)

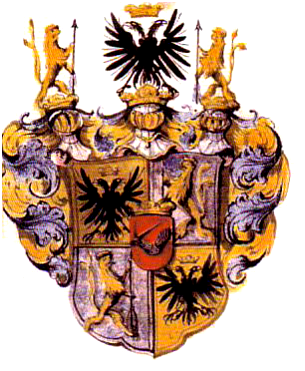
Wappen aus dem Konzept des Freiherren-Diploms

Dewaldt ist ein Adelsgeschlecht, das im 17. Jahrhundert durch Theobald Franz (František) von Dewaldt begründet wurde.

## Geschichte
Der Begründer des Adelsgeschlechts wurde als Franz Nolte um 1640 in der Bauerschaft Nordhagen bei Delbrück geboren. Er war Rittmeister und Kompanieführer unter seinem Verwandten Johann von Sporck. Aufgrund seiner Leistungen, die zum Sieg bei St. Gotthardt an der Raab am 1. August 1664 beitrugen und weiterer Verdienste um das Haus Habsburg, wohl auch die Niederschlagung der ungarischen Zrinski-Frankopan-Verschwörung gegen Kaiser Leopold I., erfolgte 1679 die Erhebung in den Freiherrenstand.
Der Wappenmantel ist in gold und blau gehalten. Die beiden äußeren Helme zieren zwei Löwen. Den mittleren Helm krönt ein Doppeladler mit einer Freiherrenkrone. In der Mitte des geteilten Schildes (Vierung) findet sich als Herzschild ein geharnischter Schwertarm. Umgeben ist dieses, die Helmzier aufgreifend, von Löwen und Doppeladler.

## Weitere Namensträger
- Johann Georg Freiherr von Dewaldt[4]
- Maria Theresia von Klebelsberg (geborene Freifrau von Dewaldt)[5]
- Ludwig von Dewaldt, Königlich Preußischer Oberforstmeister zu Gumbinnen in Ostpreußen, Träger des Ritterkreuzes des Sachsen-Ernestinischen Hausordens[6]